# Festuca tancitaroensis
Festuca tancitaroensis là một loài thực vật có hoa trong họ Hòa thảo. Loài này được Gonz.-Led. & S.D.Koch mô tả khoa học đầu tiên năm 1994.